# درنگ مدو
درنگ مدو، روستایی در دهستان پارامون بخش گافر و پارامون شهرستان بشاگرد در استان هرمزگان ایران است. این روستا، مرکز بخش گافر و پارامون است.

## جمعیت
بر پایه سرشماری عمومی نفوس و مسکن در سال ۱۳۹۵، جمعیت این روستا برابر با ۲۵۹ نفر (۷۰ خانوار) بوده‌است.